# Ivian Sarcos
Ivian Sarcos (Portuguesa, Guanare, 1989. július 26. –) venezuelai modell, szépségkirálynő. 2011. november 6-án megnyerte a 61. Miss World szépségversenyt, amit Londonban rendeztek meg. Ő a 6. venezuelai nő, aki megnyerte ezt a versenyt.
Diplomáciai tanulmányokat folytat a Universidad Central de Venezuela egyetemen. 8 éves korában árvaságra jutott, apácák nevelték, egy ideig maga is apácának készült.
Sarcos Amazonas államot képviselte a Miss Venezuela 2010 versenyen, ahol elnyerte a Miss World Venezuela címet. Ennek birtokában vett részt az október-novemberben Nagy-Britanniában tartott világversenyen, melyen az első helyezést sikerült elnyernie a november 6-i döntőn, ezzel Venezuelát a hatodik győzelemhez juttatta. Miss Worldként járt Kínában, Franciaországban, Ghánában, Hongkongban, Indiában, Indonéziában, Írországban, Kenyában, Oroszországban, és az Egyesült Államokban.

## Fordítás
Ez a szócikk részben vagy egészben  az   Ivian Sarcos című angol Wikipédia-szócikk ezen változatának fordításán alapul.  Az eredeti cikk szerkesztőit annak laptörténete sorolja fel. Ez a jelzés csupán a megfogalmazás eredetét és a szerzői jogokat jelzi, nem szolgál a cikkben szereplő információk forrásmegjelöléseként.